# Trent Barreta
Greggory "Greg" Marasciulo (ur. 30 marca 1987) – amerykański profesjonalny wrestler.

## Życiorys
Pracował w WWE w brandzie Smackdown pod pseudonimem Trent Barreta. Razem z Caylen’em Croft’em tworzyli drużynę Dude Busters, jednak Croft został zwolniony z WWE. Marasciulo występował również w New York Wrestling Connection jako Plazma oraz we Florida Championship Wrestling jako zamaskowany wrestler, The Girl from Mexico.Obecnie występuje w TNA i walczy o pas X-division.

## We wrestlingu
- Akcje kończące
  - Dudebuster DDT (Springboard tornado DDT)

- Akcje rozpoznawcze
  - Diving corkscrew senton
  - Dropkick, czasem po wybiciu z lin
  - Enzuigiri
  - Flying forearm smash
  - Frankensteiner, czasem z trzeciej liny
  - Gobstopper (Running single leg high knee)
  - High knee on a cornered opponent
  - Leg drop
  - Moonsault Leg Drop
  - Running somersault senton
  - Slingshot elbow drop
  - Somersault plancha
  - Snap DDT onto the ring apron
  - Springboard back elbow to a cornered opponent
  - Springboard moonsault
  - Superplex

- Z Caylen'em Croft'em
  - Running single leg high knee (Barreta) poprzedzony przez inverted atomic drop (Croft)

## Osiągnięcia
- Florida Championship Wrestling
  - Florida Tag Team Championship (2 razy) – z Caylen'em Croft'em (2 razy) i z Curt'em Hawkins'em (1 raz)[1]
- New York Wrestling Connection
  - NYWC Heavyweight Championship (1 raz)
  - NYWC Hi-Fi Championship (3 razy)
  - NYWC Tag Team Championship (1 raz) – z Maverick'iem
- Pro Wrestling Illustrated
  - PWI sklasyfikowało go na #154 miejscu na 500 najlepszych wrestlerów w magazynie PWI 500 w 2010